# Toni Morrison

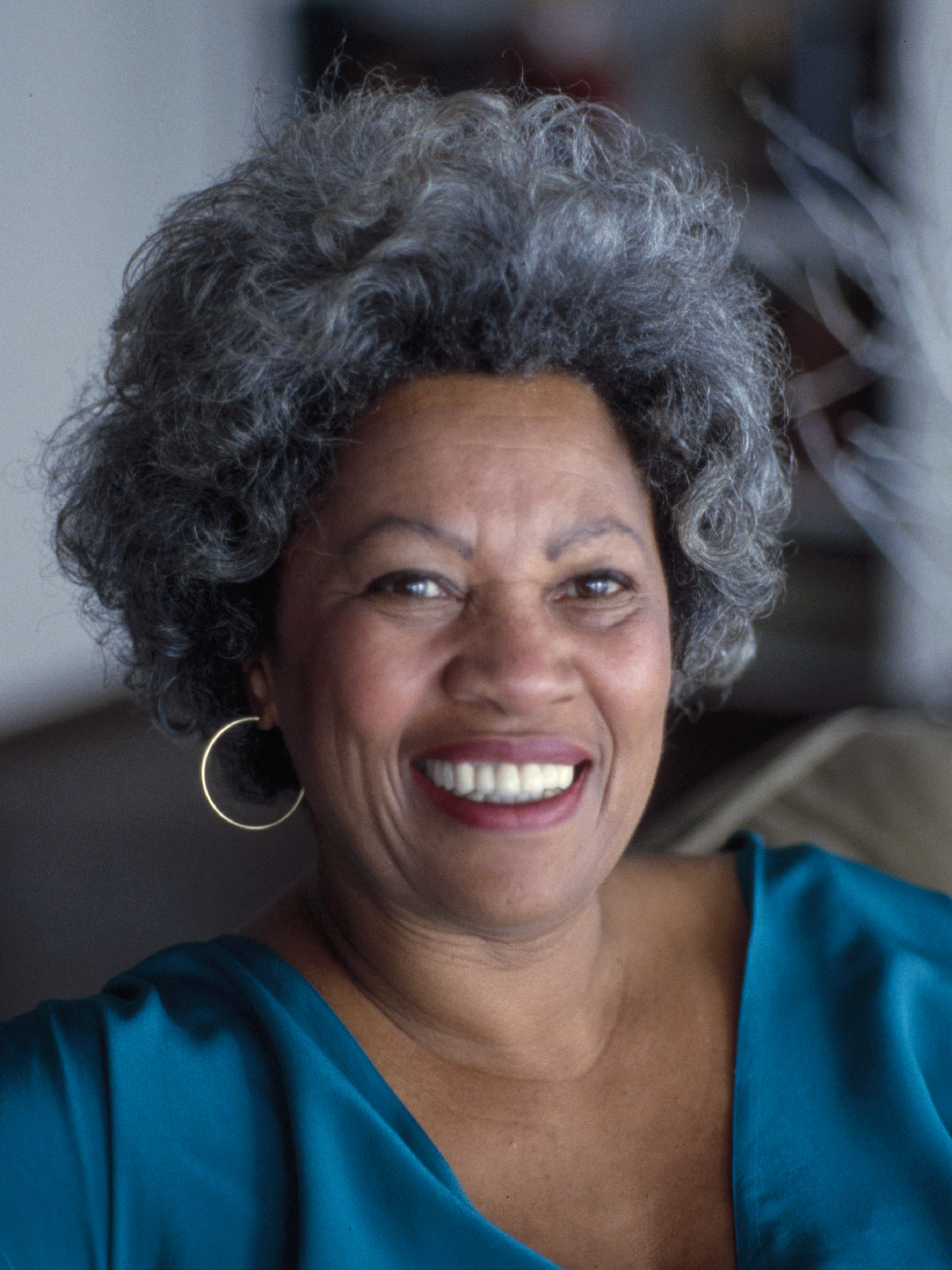
Toni Morrison, 1980er Jahre

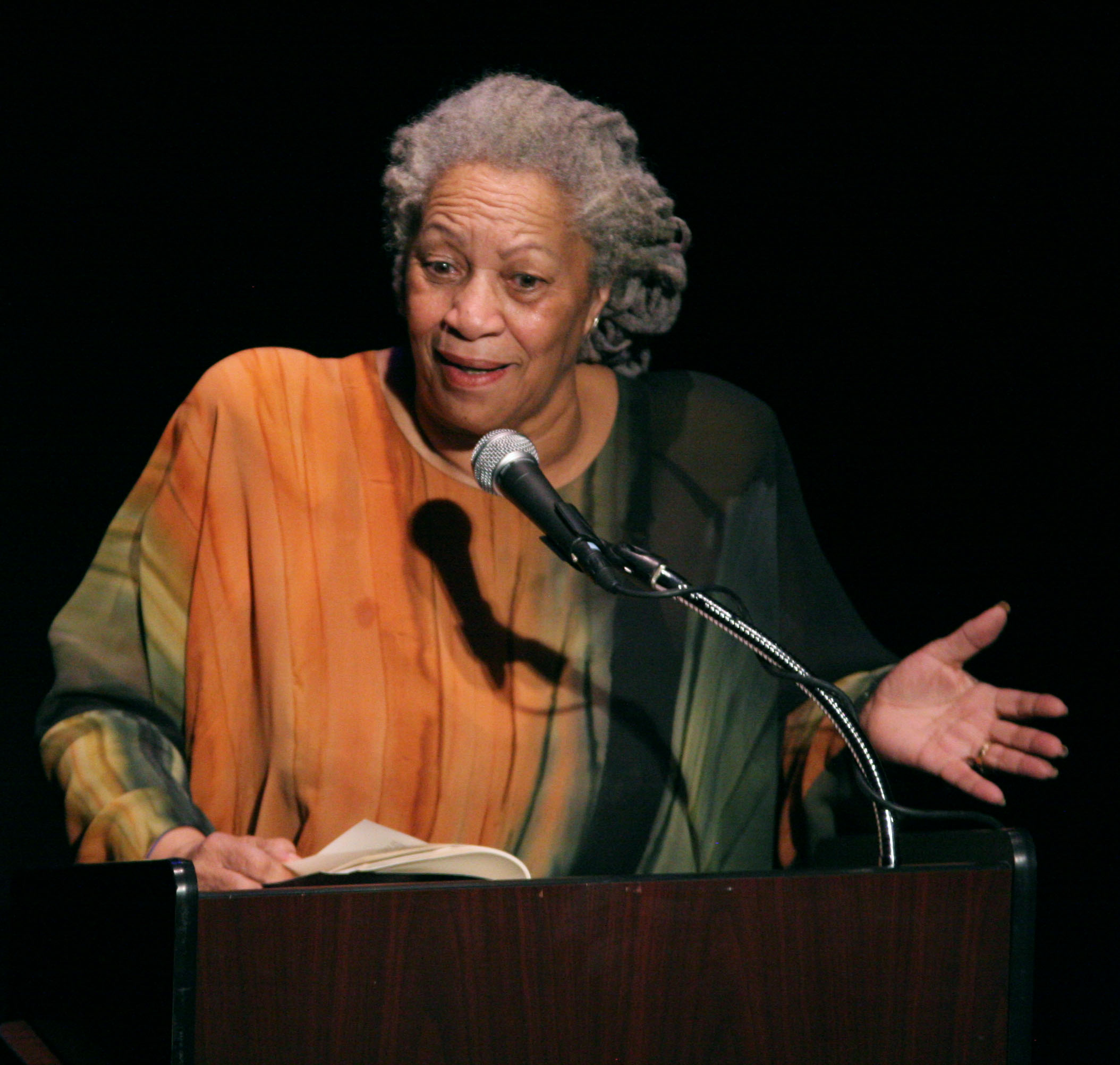
Toni Morrison (2008)

Toni Morrison (* 18. Februar 1931 als Chloe Ardelia Wofford in Lorain, Ohio; † 5. August 2019 in New York City) war eine US-amerikanische Schriftstellerin. Sie zählt zu den bedeutendsten Vertreterinnen der afroamerikanischen Literatur und erhielt 1993 als erste schwarze Autorin den Literaturnobelpreis.

## Leben und Wirken

### Anfangsjahre
Toni Morrison wurde 1931 in Ohio als Tochter von Ramah Willis und George Wofford geboren. Sie war das zweite von vier Kindern einer afroamerikanischen Arbeiterfamilie. Ihre Mutter stammte aus Greenville (Alabama) und zog als Kind mit ihrer Familie nach Norden. Ihr Vater wuchs in Cartersville in Georgia auf. Als er etwa 15 Jahre alt war, lynchten Weiße zwei schwarze Geschäftsleute, die in seiner Straße lebten. Toni Morrison sagte: „Er hat uns nie erzählt, dass er Leichen gesehen hat. Aber er hatte sie gesehen. Und das war für ihn zu traumatisch.“ Kurz nach diesem Vorfall zog George Wofford in der Hoffnung, dem Rassismus zu entkommen und sich in der aufkeimenden Industriewirtschaft Ohios eine Erwerbstätigkeit zu sichern, in die rassisch integrierte Stadt Lorain in Ohio. Er arbeitete selbständig und als Schweißer für US Steel. Morrisons Mutter war Hausfrau und ein frommes Mitglied der African Methodist Episcopal Church.
Als Morrison etwa zwei Jahre alt war, setzte der Vermieter ihrer Familie das Haus in Brand, in dem sie lebten, während sie zu Hause waren, weil ihre Eltern die Miete nicht zahlen konnten. Ihre Familie reagierte auf diese „bizarre Form des Bösen“, indem sie über den Vermieter lachte, anstatt in Verzweiflung zu geraten. Morrison sagte später, dass die Reaktion ihrer Familie gezeigt habe, wie man seine Integrität bewahrt und sein eigenes Leben in Anbetracht der Handlungen einer solchen „monumentalen Rohheit“ aufrechterhalten könne.
Morrisons Eltern vermittelten ihr einen Sinn für Überlieferung und Sprache, indem sie traditionelle afroamerikanische Märchen und Geistergeschichten erzählten und Lieder sangen. Morrison las als Kind häufig; zu ihren Lieblingsautoren gehörten Jane Austen und Leo Tolstoi. Im Alter von 12 Jahren wurde sie katholisch und nahm den Taufnamen Anthony (nach Antonius von Padua) an, was zu ihrem Spitznamen Toni führte. An der Lorain High School war sie im Debattierclub, in der Jahrbuch-Gruppe und im Theaterclub.

### Studium und Berufstätigkeit
1949 begann sie an der Howard University in Washington, D.C., einer „schwarzen Universität“, Anglistik zu studieren. In dieser Zeit änderte sie ihren Rufnamen von Chloe zu Toni. 1953 erwarb sie den Bachelor of Arts in Englisch und 1955 an der Cornell University den Master of Arts. Von 1955 bis 1957 unterrichtete sie Englische Literatur an der Texas Southern University in Houston. 1957 kehrte sie als Dozentin an die Howard University nach Washington zurück.

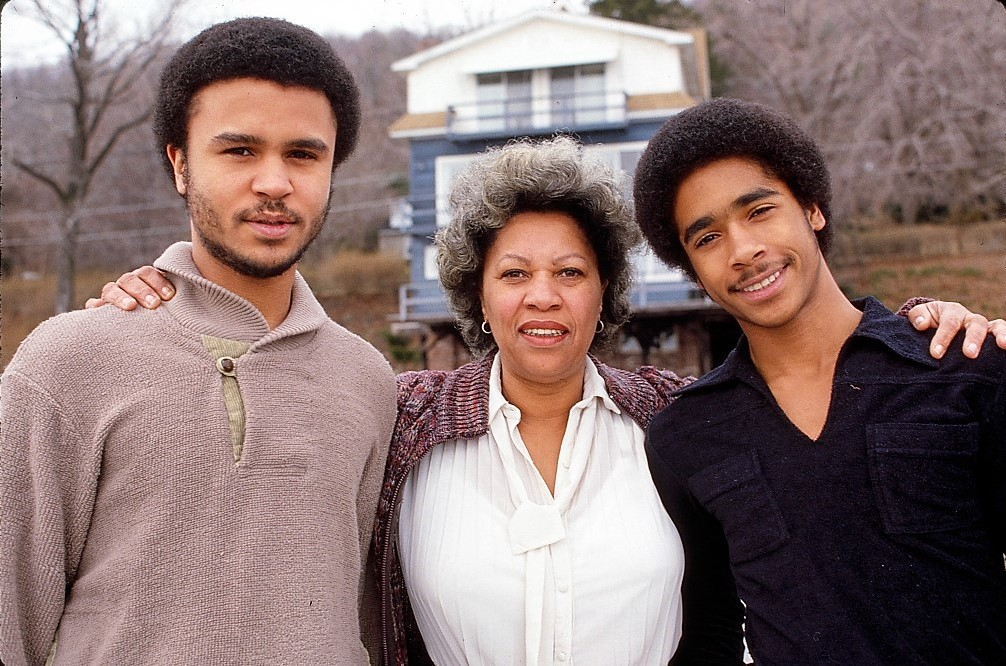
Morrison mit ihren Söhnen vor ihrem New Yorker Haus, zwischen 1980 und 1987

1958 heiratete sie den jamaikanischen Architekten Howard Morrison, mit dem sie zwei Söhne bekam. Nach ihrer Scheidung 1964 begann sie als Verlagslektorin zu arbeiten. Während ihrer Tätigkeit für Random House von 1967 bis 1983 spielte sie eine wichtige Rolle bei der Etablierung der afroamerikanischen Literatur und brachte unter anderem Bücher von Toni Cade Bambara und Gail Jones heraus.
1970 erschien ihr einige Jahre zuvor entstandener erster Roman The Bluest Eye (Sehr blaue Augen). Sowohl dieses Werk als auch Sula (1974) wurden von der Kritik gut aufgenommen, den Erfolg beim Publikum brachte aber erst Song of Solomon (Solomons Lied) 1977. Ihre Bücher wurden in mehrere Sprachen übersetzt und handeln überwiegend von der Welt schwarzer Frauen.
Ihre Lehrtätigkeit hatte sie schon während ihrer Arbeit bei Random House wieder aufgenommen. 1981 wurde sie in die American Academy of Arts and Letters, 1988 in die American Academy of Arts and Sciences und 1994 in die American Philosophical Society gewählt. 1989 wurde sie mit der Robert F. Goheen Professur an der Princeton University gewürdigt und war bis zu ihrer Emeritierung 2006 “Robert F. Goheen Professor in the Humanities”.
Toni Morrison starb im August 2019 im Alter von 88 Jahren. Aus diesem Anlass gestaltete Kara Walker eine Titelseite im The New Yorker mit einem Porträt der Schriftstellerin.

## Rezeption, Auszeichnungen und Ehrungen
Morrisons Nachlass befindet sich in der Princeton University Library. 2021 kündigte diese eine umfassende Ausstellung zu Leben und Werk von Toni Morrison an, Sites of Memory. The Archival World of Toni Morrison, deren Eröffnung für das Frühjahr 2023 geplant ist. Der Haupttitel der Ausstellung bezieht sich auf das gleichnamigen Essay der Autorin.
- 1988: Pulitzer-Preis für den Roman Beloved
- 1993: Nobelpreis für Literatur[8]
- 1993: Kommandeur des Ordre des Arts et des Lettres
- 1994: Condorcet-Médaille (Frankreich)
- 2001: Premio-Grinzane-Cavour-Sonderpreis
- 2010: Offizier in die französische Ehrenlegion[15]
- 2012: Presidential Medal of Freedom[16]
- 2013: Nichols-Chancellor's Medal, verliehen von der Vanderbilt University in Nashville[17]
- 2014: Ivan Sandrof Lifetime Achievement Award, verliehen vom National Book Critics Circle
- 2016: PEN/Saul Bellow Award for Achievement in American Fiction.
- Médaille de la Ville de Paris

2021 wurde vom amerikanischen National Book Critics Circle der Toni Morrison Achievement Award ins Leben gerufen um Institutionen zu ehren, die signifikanten Verdienste für die Literatur geleistet haben. Der erste Preisträger war Cave Canem, eine gemeinnützige Organisation, die sich der Förderung der künstlerischen und beruflichen Entwicklung schwarzer Dichter verschrieben hat.

## Werke

### Romane
- The Bluest Eye, 1970 bei Holt, Rinehart and Winston, ISBN 0-03-085074-6 (dt. Sehr blaue Augen, 1979, übersetzt von Susanna Rademacher; Neuübersetzung 2023 durch Tanja Handels)

Der Roman beschreibt den Niedergang der Familie Breedlove aus verschiedenen Perspektiven. Die Ich-Erzählerin, eine unter mehreren Stimmen, ist ein etwa zehnjähriges Mädchen, das von der etwas älteren Pecola Breedlove fasziniert ist, ohne ihr Schicksal wirklich zu verstehen. Der Titel bezieht sich auf Pecolas Vorstellung, alles würde gut werden, wenn sie nur blaue Augen hätte. Seit 1998 wurde der Titel in mehreren Bundesstaaten der USA immer wieder aus dem Lehrplan entfernt; die Sprache sei verletzend und gewalttätig, das Buch sei „Sexually explicit, unsuited to age group, contains controversial issues“.
- Sula, 1973 bei Alfred A. Knopf, ISBN 1-4000-3343-8 (dt. Sula, 1980, übersetzt von Karin Polz)

Sula ist wie The Bluest Eye ein eher schmaler Roman. Er erzählt die Geschichte des Schwarzenviertels einer Kleinstadt im Mittleren Westen. Die titelgebende Sula dient nach mehrjähriger Abwesenheit in ihren letzten Lebensjahren seinen Bewohnern als eine Art moralische Negativfolie. Man erfährt eigentlich mehr über die Entwicklung ihrer gleichaltrigen Freundin Nel, die sie um mehrere Jahrzehnte überlebt, als über sie selbst. Am Ende durchbricht Nel den künstlichen Antagonismus (der sie stets auf der „guten“ Seite stehen ließ), als sie sich klarmacht, ein welch starkes Band die Mädchenfreundschaft zwischen Sula und ihr darstellte.
- Song of Solomon, 1977 bei Alfred A. Knopf, ISBN 0-394-49784-8 (dt. Solomons Lied, 1979, übersetzt von Angela Praesent)

Morrisons dritter Roman erzählt die Geschichte einer afroamerikanischen Familie über mehrere Generationen hinweg. Der Protagonist Macon Dead III, genannt Milkman, dringt auf der Suche nach einem Schatz immer tiefer in die Vergangenheit vor. Das Buch, das man auch als Bildungsroman lesen kann, wurde vom National Book Critics' Circle und der American Academy and Institute of Letters ausgezeichnet. Toni Morrison erhielt dafür den National Book Award. Die Nutzung des Buchs wurde seit 1993 von verschiedenen lokalen school boards in den USA verboten.
- Tar Baby, 1981 bei Alfred A. Knopf, ISBN 1-4000-3344-6 (dt. Teerbaby, 1983, übersetzt von Uli Aumüller und Uta Goridis)

Der Titel spielt auf die Geschichte vom Teerbaby an, einer Puppe aus Teer, die, da unbeseelt, den Gruß eines Kaninchens nicht erwidert. Das erbost dieses so sehr, dass es Teerbaby tritt. Natürlich bleibt es hängen und verfängt sich umso mehr, je mehr es sich zu befreien sucht. Diese von Sklaven aus Westafrika in die USA gebrachte Geschichte erhält dort unversehens rassistische Untertöne. Toni Morrison sieht in dem Ausdruck „Teerbaby“ vor allem ein Sinnbild für die schwarze Frau, die Dinge zusammenhalten kann (Interview mit Karin L. Badt 1995). – Mehrmals fühlt Jadine, 25, frischgebackene Kunsthistorikerin und eins der ersten erfolgreichen schwarzen Models, sich in tatsächlichen oder vorgestellten Begegnungen von solchen Frauen, die ihrem eigenen Frauenbild entgegenstehen, bedrängt oder bloßgestellt. Und in der Mitte des Romans fällt sie in einen Sumpf, der teerartige Substanzen zu enthalten scheint, kann sich aber befreien. Doch wird die dahinterstehende Symbolik nicht weiter ausgeführt. Stattdessen schildert der Roman mit Mitteln eines echten Schmökers (eine geheimnisvolle Flucht gleich zu Beginn, eine fiktive abgelegene Karibik-Insel als Haupt-Handlungsort, daneben New York und Paris, reiche und verarmte unglückliche Menschen, die große Liebe) antagonistische Konflikte, denen Menschen aufgrund ihrer sozialen Bedingtheiten und Erwartungen in ihren engsten Beziehungen ausgesetzt sind. Es sind einige wenige Individuen, die sich fragen müssen, was ihre Identität ausmacht und ob sie authentisch handeln, und sie finden letztendlich individualistische Lösungen.
- Beloved, 1987 bei Alfred A. Knopf, ISBN 1-4000-3341-1 (dt. Menschenkind, 1989, übersetzt von Helga Pfetsch; Neuübersetzung 2024 unter dem Titel Beloved durch Tanja Handels)

Dieses Buch basiert lose auf der Geschichte Margaret Garners, die wie die Romanfigur Sethe eines ihrer Kinder tötete, um es vor einem Leben in Sklaverei zu bewahren. Der Roman beleuchtet in beeindruckender Weise die psychologischen Folgen der Sklaverei. In einem komplexen Geflecht aus (unterdrückten) Erinnerungen, realistischen und phantastischen Gegenwartshandlungen wird ein Teil Geschichte rekonstruiert, der vorher weder erzählenswert noch erzählbar schien – aufgrund der herrschenden Machtverhältnisse zum einen, aufgrund psychologischer Barrieren zum anderen. Morrison vermischt hier in für sie typischer Weise europäische und afrikanische bzw. afroamerikanische Erzähltraditionen. Für den Roman erhielt sie 1988 den Pulitzer-Preis; das Buch gelangte unter die Finalisten für den National Book Award 1987. Später verfasste Morrison auch das Libretto zu der 2005 uraufgeführten Oper Margaret Garner.
- Jazz, 1992 bei Alfred A. Knopf, ISBN 1-4000-7621-8 (dt. Jazz, 1993, übersetzt von Helga Pfetsch)

Der Roman mit diesem simplen Titel spielt zur Blütezeit des Jazz in den 1920er Jahren in Harlem mit Rückblenden bis in die Zeit kurz nach der endgültigen Abschaffung der Sklaverei. Fast alle handelnden Personen leben in erster Generation in der Stadt. Ihre Herkunft ist gezeichnet von Armut, Verlusten und Brüchen, aber in den 1920er Jahren scheint es für die Afroamerikaner in Harlem aufwärts zu gehen; hier fühlen sie sich sicher. Die Mehrdeutigkeit des schwarzen Jazz mit seiner Mischung aus Zorn, Trauer, Hoffnung und Verlockung und die vielfachen Wiederholungen des Eingangsthemas – eine Frau, deren Mann im Liebeswahn eine 18-Jährige erschossen hat, will der Toten bei der Beerdigung das Gesicht zerschneiden – bestimmen Tempo und Atmosphäre des Buches, in dem es nur ambivalente Emotionen gibt wie in der sonderbaren Freundschaft zwischen der Frau des Täters und der Adoptivmutter der Toten.
- Paradise, 1998 bei Alfred A. Knopf, ISBN 0-676-97113-X (dt. Paradies, 1999, übersetzt von Thomas Piltz)

Der siebte Roman Morrisons kontrastiert die gesellschaftliche Aufbruchstimmung Anfang der 1970er Jahre mit dem starren Festhalten an Traditionen in einem aus einer kleinen afroamerikanischen Siedlergruppe hervorgegangenen Ort. Die strengen, an Gottesfurcht und dem Bemühen um „Blutreinheit“ orientierten Regeln dort erklären sich aus der Geschichte, sind aber längst nicht mehr unumstritten. Frauen aus verschiedenen Teilen der USA, die auf ihren individuellen Fluchten mehr oder weniger zufällig auf ein nahe gelegenes Kloster stoßen und sich dort niederlassen, müssen den patriarchalen Kräften als Bedrohung erscheinen und werden von ihnen vernichtet. Doch der Tod hat nicht das letzte Wort. Den Roman durchzieht eine starke, sowohl poetische wie reflektierte Spiritualität.
- Love: A Novel, 2003 bei Alfred A. Knopf, ISBN 1-4000-7847-4 (dt. Liebe, 2004, übersetzt von Thomas Piltz)

Love handelt von patriarchaler Macht und Güte, Verrat, Verlangen, Verlust von Unschuld. Drehpunkt der erzählten Ereignisse, der Erinnerungen und Sehnsüchte der meisten Romanfiguren ist ein Hotel und sein Eigentümer, der es während der Depression der 1930er Jahre erworben und zu einem erfolgreichen, geradezu mythenumwobenen Ferienparadies für Afroamerikaner gemacht hatte.
- A Mercy, 2008 bei Alfred A. Knopf, ISBN 978-0-307-27676-6 (dt. Gnade, 2010, übersetzt von Thomas Piltz)

A Mercy zeigt die Vielschichtigkeit des Problems der Sklaverei Ende des 17. Jahrhunderts. Ein Gnadenakt, der als Ausweg aus der als unwürdig erachteten Position des Sklaven scheint, bringt nicht die erhoffte Erlösung. Obwohl das Nordamerika noch vor der Unabhängigkeit die Szenerie der Erzählung abgibt, werden allgemein menschliche Problemstellungen aufgezeigt, die dem Einzelnen die Grenzen der Einflussnahme auf die Lebensgeschichte Anderer vor Augen führen.
- Home, 2012 bei Alfred A. Knopf, ISBN 978-0-307-59416-7 (dt. Heimkehr, 2014, übersetzt von Thomas Piltz)

Diese Geschichte schildert das Amerika der Fünfziger Jahre anhand des Veteranen Frank Money, der nach Lotus, Georgia, zurückkehrt, um seine Schwester zu beschützen.
- God Help the Child, 2015 bei Alfred A. Knopf, ISBN 978-0-307-74092-2 (dt. Gott, hilf dem Kind, 2017, übersetzt von Thomas Piltz)

Dieser Roman erzählt das Leben der Schwarzen Lula Ann und deren Auseinandersetzung mit einem von Rassenkonflikten geprägten Amerika.

### Andere literarische Genres
- Kurzgeschichte: Recitatif, veröffentlicht in Confirmation: An Anthology of African American Women, 1983 (dt. Rezitativ, 2023, übersetzt von Tanja Handels)
- Drama: Dreaming Emmet, 1986 aufgeführt, unveröffentlicht
- Libretto: Margaret Garner, 2005 uraufgeführt
- Kinderbücher (gemeinsam mit ihrem Sohn Slade):
  - The Big Box, 1999 (Die Kinderkiste, 2000, übersetzt von Thomas Piltz)
  - The Book of Mean People, 2002 (Das Buch der Bösen, 2005, übersetzt von Harry Rowohlt)
  - Who's Got Game? The Lion or the Mouse?, 2003
  - Who's Got Game? The Ant or the Grasshopper?, 2003
  - Who's Got Game? Poppy or the Snake?, 2004

### Andere Publikationen (Auswahl)
- Playing in the Dark. Whiteness and the Literary Imagination. Harvard University Press, Cambridge 1992, ISBN 0-674-67377-8.
  - Im Dunkeln spielen: weiße Kultur und literarische Imagination. Essays. Übersetzung Helga Pfetsch, Barbara von Bechtolsheim. Rowohlt, Reinbek bei Hamburg 1994, ISBN 3-499-13754-2.
  - Neuübersetzung: Im Dunkeln spielen. Weiße Perspektiven und literarische Imagination, mit einem Nachwort von Sharon Dodua Otoo; aus dem Englischen von Barbara von Bechtolsheim und Helga Pfetsch, überarbeitet und aktualisiert von Mirjam Nuenning, Rowohlt Taschenbuch Verlag, Hamburg 2023, ISBN 978-3-499-01160-3.
- Mitherausgeberin von Birth of a Nationhood, Essays über Darstellung und Wahrnehmung des O.-J.-Simpson-Prozesses, 1996.
- Herausgeberin von Race-ing Justice, En-Gendering Power, 1992, über den Fall Anita Hill gegen Clarence Thomas, in dem es um sexuelle Belästigung ging und der wegen politischer Implikationen starke Beachtung in der Öffentlichkeit fand.
- Die Herkunft der Anderen. Über Rasse, Rassismus und Literatur. Rowohlt, Reinbek bei Hamburg 2018, ISBN 978-3-498-04543-2 (englisch: The Origin of Others. 2006. Übersetzt von Thomas Piltz, Vorlesungen an der Harvard University im Sommer 2016).
- Selbstachtung. Ausgewählte Essays. Übersetzt von Thomas Piltz, Nikolaus Stingl, Dirk van Gunsteren, Christa Schuenke, Christiane Buchner, Christine Richter-Nilsson. Rowohlt, Reinbek bei Hamburg 2020, ISBN 3-499-50651-3.

## Verfilmung
- 1998: Menschenkind (Beloved) – Regie: Jonathan Demme